# Dalia Ziada
Dalia Ziada (en árabe: داليا زيادة) (El Cairo, 2 de enero de 1982) es una galardonada escritora egipcia. Es autora de The Curious Case of the Three-Legged Wolf - Egypt: Military (El curioso caso del lobo de tres patas - Egipto: militar, islamismo y democracia liberal) y otros libros de no ficción sobre política de Oriente Medio, aclamados internacionalmente. Es Presidenta del Liberal Democracy Institute y Directora Ejecutiva del MEEM Center for Middle East and Eastern Mediterranean Studies.

## Trayectoria
Hija de una profesora de escuela árabe y de un ingeniero militar de armas y municiones en las Fuerzas armadas egipcias, estudió Seguridad Internacional en la Escuela de Derecho y Diplomacia Fletcher de la Universidad de Tufts, de Estados Unidos.
Es reconocida por desempeñar un papel central en el movimiento de la sociedad civil que inició la revolución egipcia de 2011 contra el régimen de Mubarak. Fue nombrada por la CNN como uno de los ocho agentes de cambio en Oriente Medio y por The Daily Beast como una de las mujeres más intrépidas del mundo durante dos años consecutivos.
En 2020, opinó que normalizar las relaciones entre los países árabes e Israel era esencial para sostener la paz a largo plazo en una región en constante ebullición y que cada paso hacia la paz socavaba la autoproclamada legitimidad de las organizaciones terroristas que han estado causando estragos en todo el Medio Oriente.
La historia de Ziada y su lucha por la democratización liberal en Egipto se describen en libros estadounidenses de gran éxito como Rock the Casbah: Rage and Rebellion atcross the Islamic World, de Robin Wright, y Rabble Rousers: Fearless Fighters for Social Justice de Lily Eskelsen García.
Trabajó como directora ejecutiva del Centro Ibn Khaldun de Estudios Democráticos y como directora regional del Congreso Islámico Estadounidense.Dalia dirige dos think tanks: El Liberal Democracy Institute y el MEEM Center for Middle East and Eastern Mediterranean Studies. Dalia es miembro de la junta directiva del Comité de Asuntos Exteriores del Consejo Nacional de las Mujeres de Egipto.
En la Guerra de Gaza de 2023, Dalia tuvo que huir de Egipto ante las amenazas de muerte recibidas por haber dicho que Hamás era una organización terrorista, y que su desaparición beneficiaría a toda la región y ayudaría a lograr la paz en Oriente Medio.

## Reconocimientos
- 2010 - Recibió el Anna Lindh Euro-Mediterranean Journalist Award por su blog.
- 2011 - Fue Presidential Award for Citizenship and Public Service de la Universidad de Tufts.
- 2011 - Seleccionada por The Daily Beast como uno de los 17 blogueros más valientes del mundo.
- 2011-2012 - Nombrada por Newsweek como una de las mujeres más influyentes y más intrépidas del mundo, durante dos años consecutivos
- 2012 - Nombrada por CNN como uno de los ocho agentes de cambio del mundo árabe.
- 2013 - Seleccionada por The Diplomatic Courier como uno de los 99 Foreign Policy Leaders menores de 33 años.
- 2014 - Premio al Alumno Distinguido de la Escuela de Derecho y Diplomacia Fletcher, de la Universidad de Tufts.

## Obra

### Libros
- Implacable Adversaries: Arab Governments and The Internet. Arab Network for Human Rights, 2006. Como traductora.[15]
- Egypt, Whereto? The Future of Democratic Reform. Tharwa Foundation, 2008. Como editora.[16]
- Civil Rights and the Montgomery Story. American Islamic Congress, 2008. Como traductora.[17][18]
- Lam Alef, una colección de poesía en árabe. Maktoub Publishing, 2009.
- A Modern Narrative for Muslim Women in the Middle East.  American Islamic Congress, 2010. Como coautora.[19]
- The Status-quo of Civil Society and Liberal Democratization in the Arab World. Ibn Khaldun Center, 2012. Como editora.[20]
- Paradox of Repression and Nonviolent Movements. Syracuse University Press, 2018. Como coautora.[21]
- The Curious Case of the Three-Legged Wolf - Egypt: Military, Islamism, and Liberal Democracy. Liberal Democracy Institute, 2019.[22]

En 2006, comenzó a dirigir un blog bilingüe en el que comenta cuestiones relacionadas con los derechos humanos, las libertades civiles, los asuntos cívico-militares y las relaciones internacionales. En 2010, la Fundación Euromediterránea Anna Lindh para el Diálogo entre las Culturas le concedió el Premio Euromediterráneo de Periodismo por su blog. Colabora regularmente con importantes publicaciones regionales e internacionales en árabe, inglés y turco, sobre temas relacionados con la geopolítica y la política de defensa en Oriente Próximo, el Mediterráneo y África.